# Marblepsis hyalinula
Marblepsis hyalinula är en fjärilsart som beskrevs av Erich Martin Hering 1926. Marblepsis hyalinula ingår i släktet Marblepsis och familjen tofsspinnare. Inga underarter finns listade i Catalogue of Life.